# Messe en ut majeur K. 262 de Mozart
Missa longa

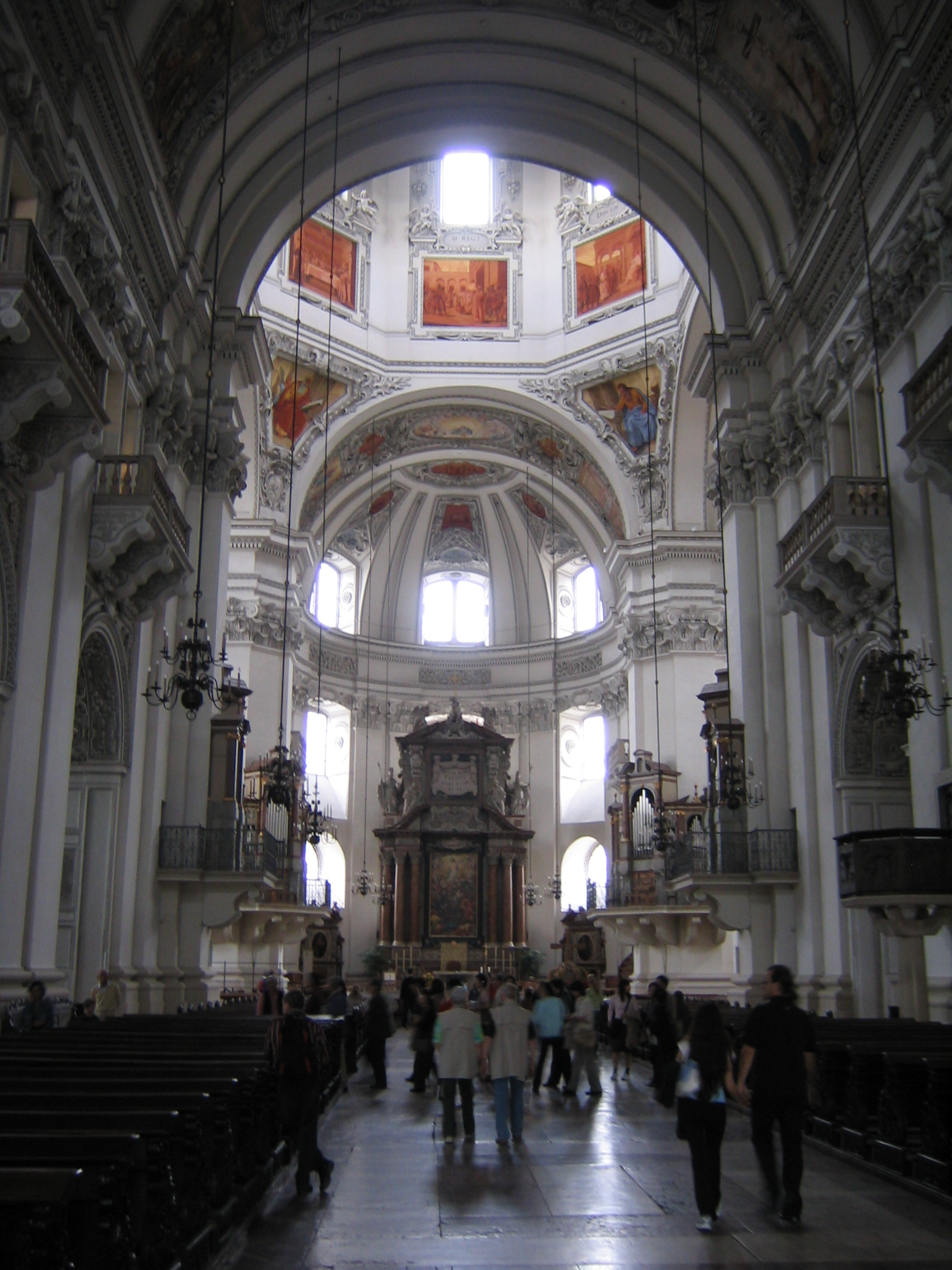
Cathédrale de Salzbourg

La messe en do majeur KV. 262 (246a), dite Missa longa, est une œuvre de Wolfgang Amadeus Mozart écrite en mai 1776. 
L'œuvre est considérée comme une missa solemnis (ou missa longa) à cause de sa longueur et de l'utilisation de trompettes. Cependant, l'absence de passages très développés pour les solistes a fait que cette composition a aussi été classée comme missa brevis.
La circonstance pour laquelle elle a été écrite, est encore aujourd'hui un sujet de débats. Elle a pu être composée à la demande du prince-archevêque Hieronymus von Colloredo pour un événement spécial dans la Cathédrale de Salzbourg, ou bien à la demande d'un autre prêtre. La préférence de Colloredo pour les compositions de courte durée rend improbable qu'il ait approuvé la Missa longa. Une autre explication est que l'œuvre a été composée pour être interprétée dans l'abbatiale de Saint-Pierre de Salzbourg.

## Structure
L'œuvre comporte six mouvements, qui suivent l'ordinaire de la messe:
1. Kyrie, Andante moderato, en ut majeur, à , 83 mesures
2. Gloria
—Gloria in excelsis Deo, Allegro con spiritu, en ut majeur, à  , 129 mesures
—Qui tollis, Andante (mesure 40), en sol mineur, à 

—Quoniam tu solus, Primo tempo (= Allegro con spiritu) (mesure 70), en ut majeur, à
3. Credo
— Credo in unum deum, Allegro, en ut majeur, à 
, 406 mesures
— Et incarnatus est, Adagio ma non troppo (mesure 85), en ut majeur, à 
—Et resurrexit..., Allegro molto (mesure 109), en ut majeur, à 
—Et in Spiritum Sanctum Dominum..., Allegro (mesure 141), en sol majeur, à 

—Et unam sanctam..., Allegro➜Adagio (mesure 280), en ut majeur, à 
 ➜ à 
—Et vitam venturi saeculi..., Allegro (mesure 282), en ut majeur, à
4. Sanctus, Andantino, en ut majeur, à 
, 40 mesures
5. Benedictus, Andantino, en fa majeur, à 
, 60 mesures
6. Agnus Dei, Andante, en ut majeur, à , 106 mesures
—Dona nobis pacem..., Allegro (mesure 30), en ut majeur, à

- Durée de l'exécution : environ 30 minutes

## Orchestration
| Instrumentation de la messe en ut majeur K. 262                              |
| Voix                                                                         |
| Solo : soprano, alto, ténor, baryton Chœur : sopranos, altos, ténors, basses |
| Cordes                                                                       |
| premiers violons, seconds violons, violoncelles, contrebasses                |
| Bois                                                                         |
| 2 hautbois                                                                   |
| Cuivres                                                                      |
| 2 cors en do, 2 trompettes en do (clarines), 3 trombones                     |
| Percussions                                                                  |
| 2 timbales en do et sol                                                      |
| Clavier                                                                      |
| orgue                                                                        |